# Wargasari
Wargasari is een bestuurslaag in het regentschap Cianjur van de provincie West-Java, Indonesië. Wargasari telt 3371 inwoners (volkstelling 2010).